# 刘家窑站
刘家窑站是一个位于中国北京市丰台区东铁匠营街道、方庄地区交界南三环中路、蒲黄榆路、榴乡路交叉口刘家窑桥下方，属于北京地铁5号线的地铁车站。車站色調為咖啡色。

## 结构
刘家窑站为地下站，岛式站台结构。
| 地面层          | 出入口                    | A-D出入口                        |
| 地下一层 站厅层 | 站厅                      | 票务服务、自动售票机、一卡通充值 |
| 地下二层 站台层 |                           | █ 5号线往天通苑北（蒲黄榆）      |
| 地下二层 站台层 | 岛式站台，左側開门        |                                  |
| 地下二层 站台层 | █ 5号线往宋家庄（終點站） |                                  |

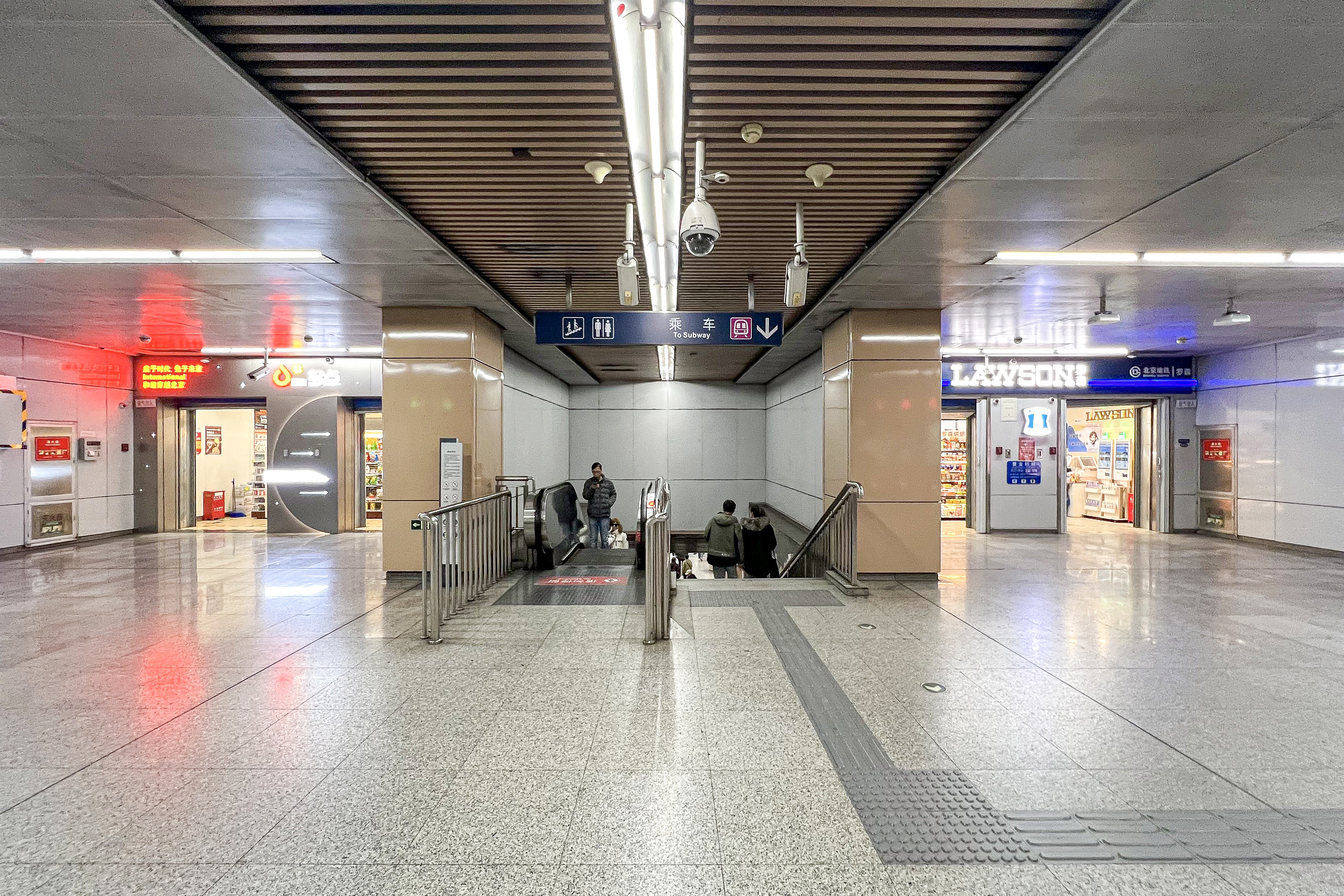
北站厅，开设有两间便利店
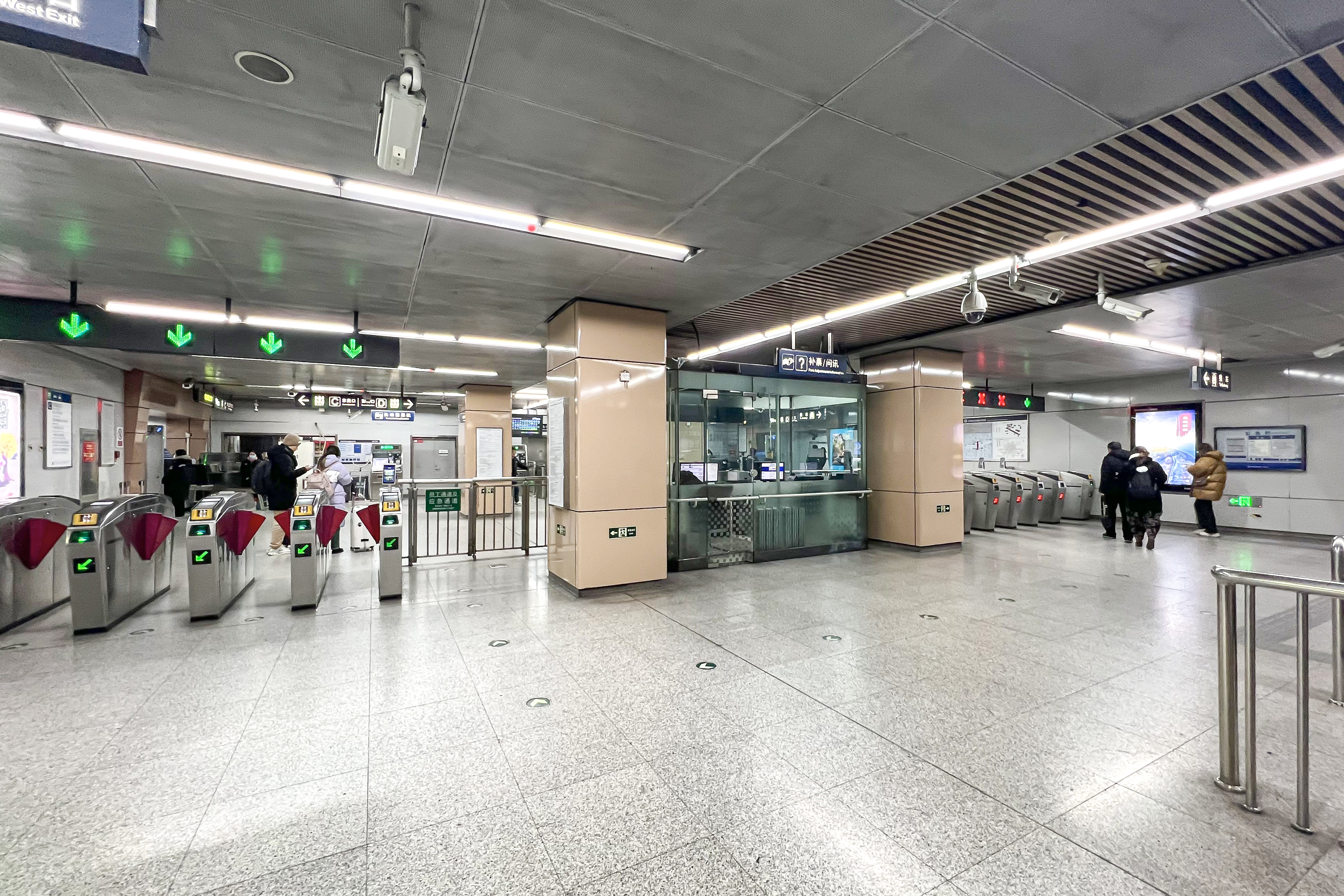
南站厅

## 出入口
这座车站有4个出口：A（西北）、B（东北）、C（东南）、D（西南）。
|                           |                                    | |      |                |
| 編號                      | 指示                               | 建議前往的目的地 | 图片 | 无障碍设施图片 |
| 出口 · A · 轮椅升降台标志 | 蒲黄榆路（西侧）                   | 南三环东路（北侧）、公交刘家窑桥北站、公交刘家窑桥站、丰台区东铁匠营第一小学、恒松园、金容苑小区、刘家窑南里、北京南三环中路15号院 |      |                |
| 出口 · B                  | 蒲黄榆路（东侧）                   | 南三环东路（北侧）、公交刘家窑桥北站、公交刘家窑桥站、北京市档案馆、芳群园三区、北京市丰台区芳群园第一小学                         |      | 不適用         |
| 出口 · C · 轮椅升降台标志 | 榴乡路（东侧）、南三环东路（南侧） | 公交刘家窑桥南站、公交刘家窑桥站、北京市丰台区铁营医院、横七条、丰台区培智中心学校                                                 |      |                |
| 出口 · D                  | 榴乡路（东侧）、南三环东路（南侧） | 公交刘家窑桥南站、公交刘家窑桥站、小铁匠营、同仁园、赵公口长途汽车站                                                               |      | 不適用         |
| 註： 設有輪椅升降台       |                                    | |      |                |